# Imipramina
L'imipramina è un principio attivo della classe degli antidepressivi triciclici. L'effetto antidepressivo probabilmente è dovuto al blocco della ricaptazione della noradrenalina nelle terminazioni nervose (potenziamento delle sinapsi adrenergiche), anche se è presente un effetto molto lieve sulla ricaptazione della serotonina.

## Indicazioni
Viene utilizzato come terapia contro depressioni di vario tipo e in caso di enuresi notturna.

## Controindicazioni
Controindicato in soggetti con cardiopatie gravi.

## Dosaggi
- Depressione: Adulti, 75 mg al giorno divisa in più dosi da 25 mg (dose massima 300 mg) - Anziani, 10 mg (dose massima 50 mg) - Bambini, uso sconsigliato.
- Enuresi notturna, 25-75 mg (dipende dall'età).

## Effetti indesiderati
Fra gli effetti collaterali più frequenti si riscontrano disturbi visivi, rash cutaneo, sincope, ipomania, cefalea, nausea, tachicardia.